# 伊恩·吉蘭

伊恩·吉蘭（英語：Ian Gillan，1945年8月19日—）是英國歌手，最著名的是搖滾樂隊深紫（Deep Purple）的主唱和作詞人，以其歌聲而聞名。

## 早年生活
伊恩·吉蘭於1945年8月19日出生於米德爾塞克斯郡奇斯威克。 他的父親比爾是一名工廠倉庫管理員，母親奧黛麗是四個孩子中的長女，家中擁有音樂和歌唱的傳統。吉蘭從小對動物感興趣，喜歡閱讀漫畫《丹·德爾》。他的父母在二戰後因父親的外遇分居。

## 職業生涯

### 早期歲月
吉蘭的第一個樂隊名為“Garth Rockett and the Moonshiners”，他擔任主唱和鼓手。之後，他加入了當地的樂隊“Ronnie and the Hightones”，後來改名為“Javelins”，專注於翻唱當時的熱門歌曲。

### Episode Six
1965年，吉蘭加入了Episode Six，這是他第一個真正的專業樂隊。他們在英國、德國和貝魯特巡演，並在BBC輕音樂節目中定期亮相。與貝斯手羅傑·葛洛弗（Roger Glover）合作寫歌，形成了長期的合作關係。

### 深紫（1969年–1973年）
1969年，吉蘭加入了深紫，參與錄製了《Deep Purple in Rock》、《Fireball》和《Machine Head》等專輯。他在《Jesus Christ Superstar》中飾演耶穌，並在1973年離開深紫。

### 深紫之後
離開深紫後，吉蘭嘗試了多種商業投資，並在1975年成立了伊恩·吉蘭樂隊（Ian Gillan Band），但商業上並不成功。之後，他組建了Gillan樂隊，並取得了一些成功。

### 黑色安息日
1983年，吉蘭短暫加入黑色安息日，參與錄製了專輯《Born Again》。

### 深紫重組（1984–1989，1992至今）
1984年，吉蘭重新加入深紫，錄製了《Perfect Strangers》和其他專輯。1992年再次加入，並一直擔任主唱至今。

### 後期的個人活動
吉蘭一直在深紫巡演，同時也參與了一些個人項目，例如2006年的《Gillan's Inn》。他還在2010年代與管弦樂團合作演出。

### WhoCares
吉蘭對亞美尼亞有特殊情感，並與托尼·艾歐密組成了超級樂隊WhoCares，為亞美尼亞的音樂學校籌款。

### 非音樂項目
2010年，吉蘭主持了一部關於波蘭作曲家肖邦的紀錄片《Chopin's Story》，贏得了多個國際獎項。

## 個人生活
伊恩·吉蘭曾與佐伊·迪恩有過一段關係，1984年與布朗結婚，並育有一個女兒格蕾絲。吉蘭現居住在多塞特郡的萊姆里吉斯和葡萄牙南部。

## 精選唱片

### 深紫
- 《Deep Purple in Rock》（1970年）
- 《Machine Head》（1972年）
- 《Perfect Strangers》（1984年）
- 《Now What?!》（2013年）
- 《Whoosh!》（2020年）

### 黑色安息日
- 《Born Again》（1983年）

### Ian Gillan Band 和 Gillan
- 《Child in Time》（1976年）
- 《Mr. Universe》（1979年）

### 個人專輯
- 《Naked Thunder》（1990年）
- 《Gillan's Inn》（2006年）
- 《One Eye to Morocco》（2009年）

### WhoCares
- 《Ian Gillan & Tony Iommi: WhoCares》（2012年）

## 外部連結
- 官方网站
- Gillan.com的授權連結 （页面存档备份，存于）
- Gillan's Inn 項目的官方網站